# Clayton Zane

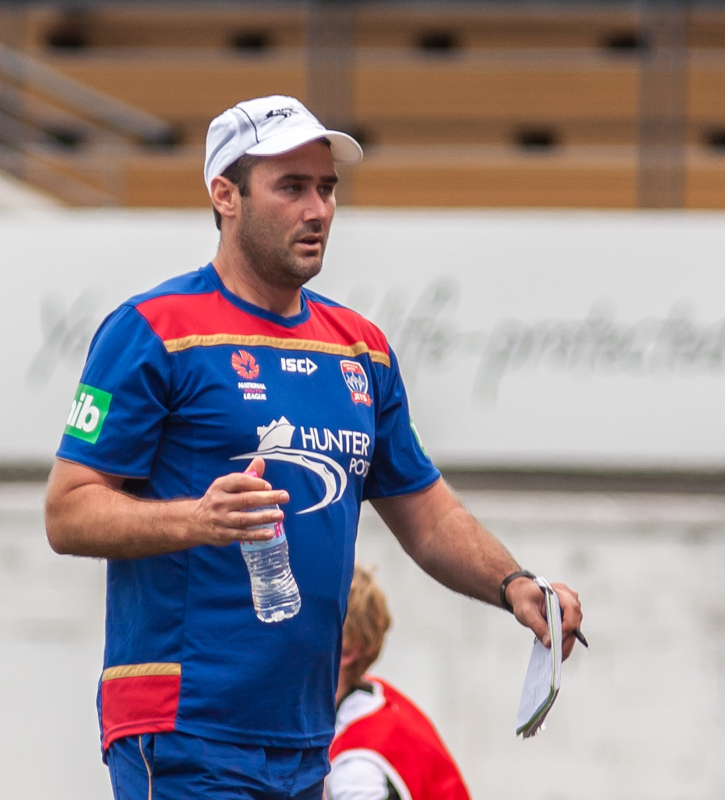

Clayton Zane (Newcastle (Australië), 12 juli 1977) is een voormalig Australisch voetballer. Hij speelde vier jaar voor RSC Anderlecht. Daar heeft hij zijn carrière ook beëindigd omwille van aanhoudende blessures.

## Carrière
- 1995-1998: Newcastle United Jets  70 (17)
- 1998-2000: Northern Spirit FC     30 (3)
- 2000: Molde FK                    14 (0)
- 2001-2002: Lillestrøm SK          29 (18)
- 2002-2006: RSC Anderlecht         10 (2)

## International
Zane kwam meermaals uit voor de Australische nationale ploeg onder de 20 jaar en onder de 23 jaar. Tussen 2000 en 2001 kwam hij veertien keer uit voor de Australische nationale ploeg, waarbij hij zes doelpunten maakte.

## Na afloop voetbalcarrière
Na afloop van zijn voetbalcarrière werd Zane jeugdtrainer bij de Engelse eersteklasser Queens Park Rangers FC. Hij traint er de 16-jarigen.

## Erelijst
Australië
- 2000: deelname aan de Olympische Spelen van 2000 in eigen land
- 2001: derde plaats op de Confederations Cup van 2001

 Lillestrøm SK
- Topscorer Tippeligaen

2001 (17 goals)
- Noors aanvaller van het jaar

2001